# 28953 Hollyerickson
28953 Hollyerickson è un asteroide della fascia principale. Scoperto nel 2000, presenta un'orbita caratterizzata da un semiasse maggiore pari a 2,6285324 UA e da un'eccentricità di 0,1309044, inclinata di 2,41260° rispetto all'eclittica.